# Oxyopes nigrolineatus
Oxyopes nigrolineatus är en spindelart som beskrevs av Mello-Leitao 1941. Oxyopes nigrolineatus ingår i släktet Oxyopes och familjen lospindlar. Inga underarter finns listade i Catalogue of Life.